# مایلز جوری
مایلز جوری (انگلیسی: Myles Jury؛ زادهٔ ۳۱ اکتبر ۱۹۸۸) ورزشکار هنرهای رزمی ترکیبی اهل ایالات متحده آمریکا است. وی از سال ۲۰۰۵ میلادی تاکنون مشغول فعالیت بوده‌است.